# Instituto Atlético Central Córdoba
Instituto Atlético Central Córdoba, kurz Instituto, ist ein argentinischer Sportverein in Córdoba. Er ist bekannt für seine Fußballmannschaft, die zurzeit in der Primera División, der obersten argentinischen Liga spielt. Sein Spitzname lautet La Gloria (span. für Ruhm).

## Geschichte
Der Verein wurde am 8. August 1918 von Eisenbahnarbeitern des Central Argentino, der Linie zwischen Córdoba und Buenos Aires, als Instituto Ferrocarril Central Córdoba gegründet. Sechs Jahre später nahm der Club seinen aktuellen Namen an. Er stieg schnell in die erste Liga von Córdoba auf und gewann alle Meisterschaften zwischen 1925 und 1928.
Nachdem Fußball im Jahr 1931 zum professionellen Sport in Argentinien wurde, versank Instituto zunächst mehrere Jahrzehnte lang in der Bedeutungslosigkeit. Erst in den 1960er Jahren konnte er wieder dreimal die Provinzmeisterschaft erringen. 1972 stieg der Club in die zweite argentinische Liga auf.
In den 1980er Jahren stieg der Verein zum ersten Mal in die Primera División auf. Dort verblieb er bis 1989, als er wieder in die zweite Liga abstieg. Zwischen 1999 und 2000 sowie zwischen 2004 und 2006 spielte er in der ersten Liga, in die er 2022 wieder aufgestiegen ist.

## Stadion „Presidente Perón“
Das Stadion des Vereins, Estadio Presidente Perón, wird von den Fans auch Monumental de Alta Córdoba genannt und liegt im Stadtviertel Alta Córdoba, nördlich des Zentrums. Es hat ein Fassungsvermögen von 26.535 Personen und ist damit Córdobas drittgrößtes Stadion.

## Trainer
- Alfio Basile (1980)
- Gerardo Martino (2000–2001)
- Lucas Bovaglio (2022–)

## Spieler
- Mario Kempes
- Osvaldo Ardiles
- Santiago Raymonda
- Paulo Dybala
- Ramón Ábila